# Élections sénatoriales de 2001 dans le Pas-de-Calais
Les élections sénatoriales françaises de 2001 ont eu lieu le 23 septembre 2001.

## Contexte départemental
Lors des élections sénatoriales de 1992 dans le Pas-de-Calais, 7 sénateurs ont été élus, 4 du PS, 2 de la liste de rassemblement de la droite et un du PCF.
Depuis, tous les effectifs du collège électoral des grands électeurs ont été renouvelés, avec les élections législatives de 1997 dans le Pas-de-Calais, les élections régionales françaises de 1998, les élections cantonales de 1998 et 2001 et les élections municipales françaises de 2001.

## Sénateurs sortants
| Sénateur | Sénateur           | Parti | Fonctions lors de l'élection en 1992                    |
| -------- | ------------------ | ----- | ------------------------------------------------------- |
|          | Jean-Luc Bécart    | PCF   | Sénateur sortant, conseiller général, maire d'Auchel    |
|          | Léon Fatous        | PS    | Président de la CU d'Arras, maire d'Arras               |
|          | Roland Huguet      | PS    | Député, président du conseil général, maire d'Isbergues |
|          | Daniel Percheron   | PS    | Sénateur sortant, vice-président du conseil régional    |
|          | Michel Sergent     | PS    | Maire de Desvres, ancien conseiller général             |
|          | Désiré Debavelaere | RPR   | Sénateur sortant                                        |
|          | Jean-Paul Delevoye | RPR   | Conseiller régional, maire de Bapaume                   |

## Rappel des résultats de 1992
| Tête de liste  | Tête de liste                    | Liste          | Voix  | %      | Sièges |
| -------------- | -------------------------------- | -------------- | ----- | ------ | ------ |
|                | Roland Huguet                    | PS             | 1 592 | 42,12  | 4      |
|                | Jean-Paul Delevoye               | RPR-UDF        | 1 148 | 30,37  | 2      |
|                | Jean-Luc Bécart                  | PCF            | 681   | 18,02  | 1      |
|                | Henri Collette                   | RPR-UDF        | 237   | 6,27   |        |
|                | Henri Bailleul                   | Verts          | 69    | 1,83   |        |
|                | François Porteu de la Morandière | FN             | 53    | 1,40   |        |
|                |                                  |                |       |        |        |
| Inscrits       | Inscrits                         | Inscrits       | 3 848 | 100,00 |        |
| Abstentions    | Abstentions                      | Abstentions    | 12    | 00,31  |        |
| Votants        | Votants                          | Votants        | 3 836 | 99,69  |        |
| Blancs et nuls | Blancs et nuls                   | Blancs et nuls | 56    | 01,45  |        |
| Exprimés       | Exprimés                         | Exprimés       | 3 780 | 98,23  |        |

## Présentation des listes et des candidats
Les représentants ont été élus pour une législature de 10 ans au suffrage universel indirect par les Grands électeurs français. Dans le Pas-de-Calais, les sénateurs sont élus au scrutin proportionnel plurinominal. Leur nombre est fixé à 7 sénateurs. Neuf candidats doivent donc être présentés sur la liste pour qu'elle soit validée. La liste des candidats est obligatoirement paritaire et alterne entre les hommes et les femmes.
Les listes présentées sont les listes officielles du Ministère de l'Intérieur.

### Liste PS
| N° | Candidats | Candidats                   | Parti |
| -- | --------- | --------------------------- | ----- |
| 01 |           | Michel Sergent              | PS    |
| 02 |           | Michèle San Vicente-Baudrin | PS    |
| 03 |           | Daniel Percheron            | PS    |
| 04 |           | Françoise Rossignol         | PS    |
| 05 |           | Serge Janquin               | PS    |
| 06 |           | Jean-Marie François         | PS    |
| 07 |           | Danièle Lhomme              | PS    |

### Liste RPR-UDF-DL
| N° | Candidats | Candidats                 | Parti |
| -- | --------- | ------------------------- | ----- |
| 01 |           | Jean-Paul Delevoye        | RPR   |
| 02 |           | Françoise Henneron        | DL    |
| 03 |           | Jean-Marie Vanlerenberghe | UDF   |
| 04 |           | Brigitte Bout             | RPR   |
| 05 |           | Jean-Pierre Pont          | UDF   |
| 06 |           | Andrée Villalon           | RPR   |
| 07 |           | Bernard Carpentier        | DL    |

### Liste PCF
| N° | Candidats | Candidats           | Parti |
| -- | --------- | ------------------- | ----- |
| 01 |           | Yves Coquelle       | PCF   |
| 02 |           | Maryse Roger-Coupin | PCF   |
| 03 |           | Jean-Claude Danglot | PCF   |
| 04 |           | Gisèle Coquerelle   | PCF   |
| 05 |           | Jacques Ducourant   | PCF   |
| 06 |           | Maryse Margez       | PCF   |
| 07 |           | Jean-Claude Juda    | PCF   |

## Résultats
| Tête de liste  | Tête de liste        | Liste          | Voix  | %      | Sièges |
| -------------- | -------------------- | -------------- | ----- | ------ | ------ |
|                | Michel Sergent       | PS             | 1 469 | 37,86  | 3      |
|                | Jean-Paul Delevoye   | RPR-UDF-DL     | 1 234 | 31,80  | 3      |
|                | Yves Coquelle        | PCF            | 614   | 15,82  | 1      |
|                | Jean-Marie Alexandre | MDC            | 274   | 7,06   |        |
|                | Jean Urbaniak        | UDF            | 143   | 3,69   |        |
|                | Max Papyle           | Verts          | 59    | 1,52   |        |
|                | Dominique Wailly     | LO             | 25    | 0,64   |        |
|                | Jacques Fourny       | MNR            | 23    | 0,59   |        |
|                | Eric Iorio           | FN             | 21    | 0,54   |        |
|                | Bernard Langlois     | UCF            | 18    | 0,46   |        |
|                |                      |                |       |        |        |
| Inscrits       | Inscrits             | Inscrits       | 3 930 | 100,00 |        |
| Abstentions    | Abstentions          | Abstentions    | 22    | 0,56   |        |
| Votants        | Votants              | Votants        | 3 908 | 99,44  |        |
| Blancs et nuls | Blancs et nuls       | Blancs et nuls | 28    | 0,71   |        |
| Exprimés       | Exprimés             | Exprimés       | 3 880 | 98,73  |        |